# São José do Campestre
São José do Campestre é um município brasileiro do estado do Rio Grande do Norte.

## História
São José de Campestre desmembrou-se de Nova Cruz em 23 de dezembro de 1948, pela Lei número 146, criado por um projeto de lei de autoria do major Teodorico Bezerra. 